# Polystachya pyramidalis
Espèce
Synonymes
- Dendrorchis pyramidalis (Lindl.) Kuntze[1]
- Dendrorkis pyramidalis (Lindl.) Kuntze[1]

Polystachya pyramidalis Lindl. est une espèce de plantes à fleurs de la famille des Orchidaceae (les orchidées) et du genre Polystachya, observée au Cameroun, au Gabon, en Guinée équatoriale et au Nigeria.
Au sud du Cameroun, où elle est considérée comme « quasi menacée » (NT), elle a été collectée à Bipindi, Eboundja (Kribi), Bifa, Akom II. Plus répandue au Gabon, sa situation y est plus favorable.